# Tumba de la flagelación

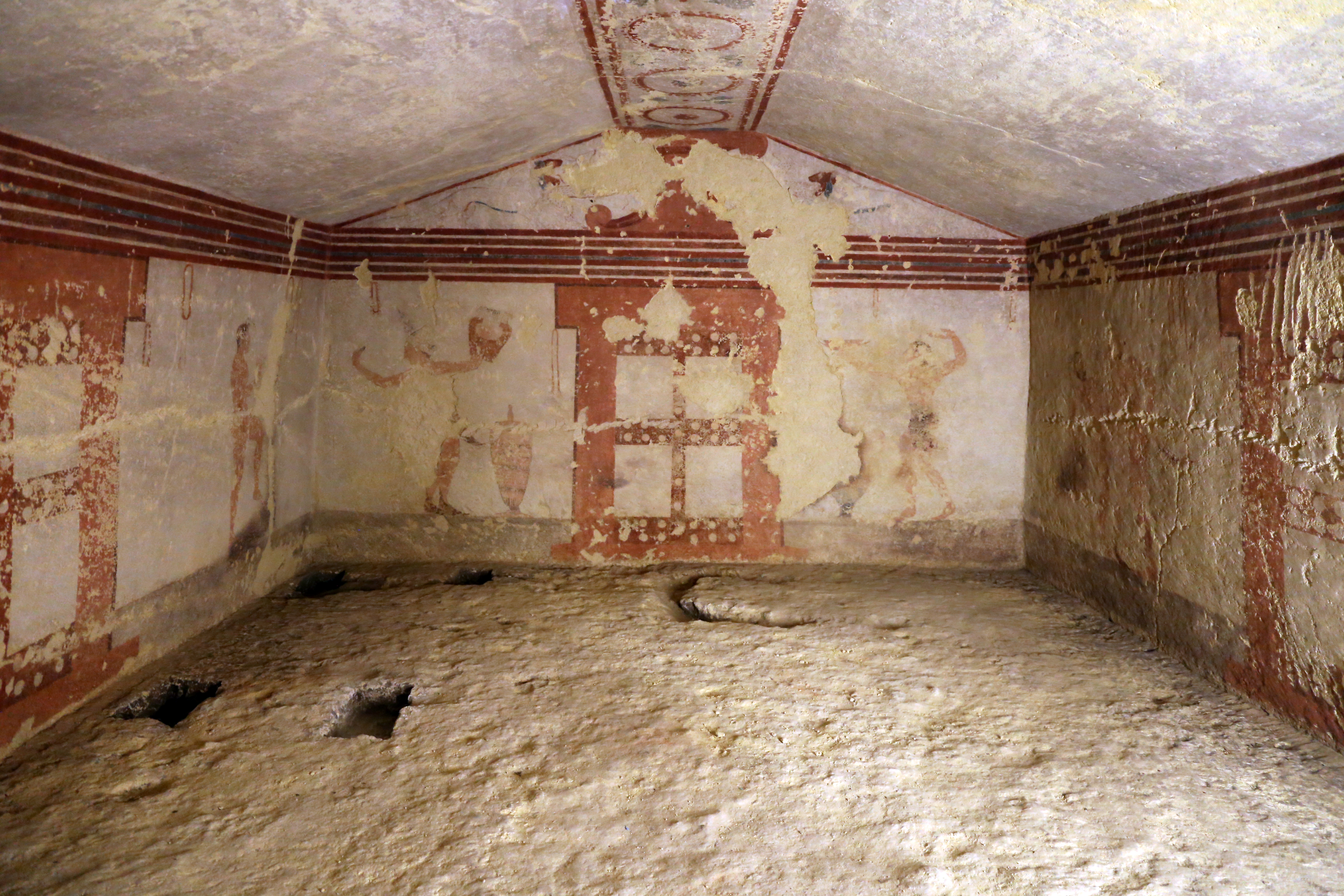
Tumba de la flagelación

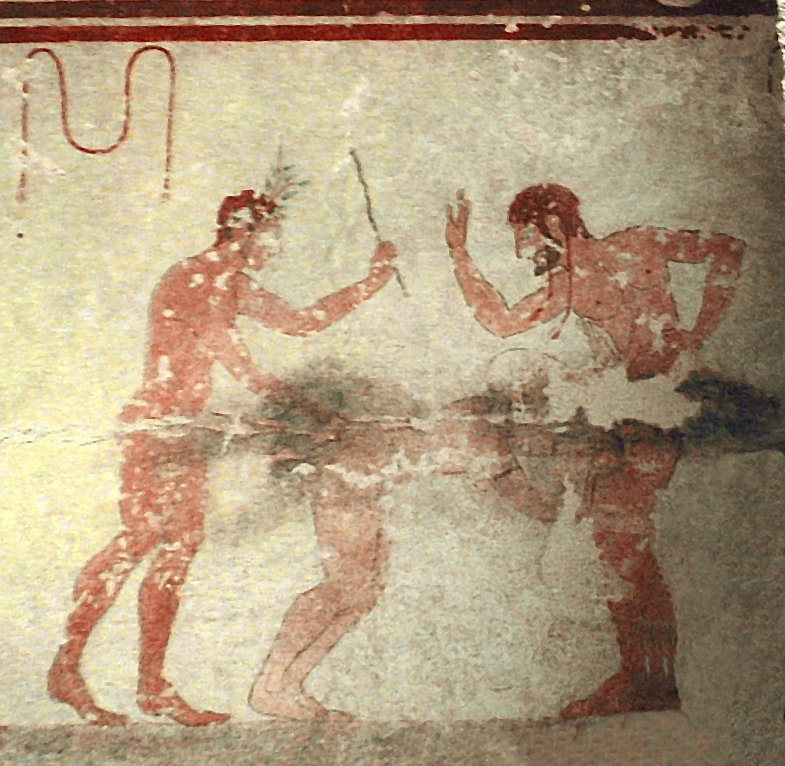
Fresco en el interior de la tumba que muestra dos hombres que flagelan a una mujer durante una situación erótica.

La Tumba de la Flagelación (del italiano: Tomba della Fustigazione) es una tumba etrusca en la Necrópolis de Monterozzi cerca de Tarquinia, en Italia. Está fechada aproximadamente en el 490 a. C. y recibe su nombre de un fresco que muestra a dos hombres que azotan a una mujer en un contexto sexual. La tumba fue descubierta y excavada en 1960 por Carlo Mauricio Lerici. La mayor parte de los frescos están muy dañados.

## Descripción e interpretación
La tumba tiene una habitación. Bailarines de un como, músicos y un boxeador desnudo aparecen pintados en las paredes, lo que sugiere influencias del culto de Dioniso. En el muro opuesto a la entrada dos de estas figuras están separadas por una puerta falsa pintada en la pared. 
En el muro a la derecha son visibles dos escenas eróticas. La de la izquierda muestra a dos hombres que probablemente están manteniendo relaciones sexuales con la mujer que se encuentra entre ellos. La escena de la derecha muestra a una mujer inclinándose sobre las caderas de un hombre barbudo que la está azotando con la mano plana. Probablemente la mujer realiza una felación, aunque los daños en el dibujo dificultan confirmarlo. Otro hombre, este sin barba, se mantiene un poco alejado a la izquierda, con una mano apoyada en las nalgas de la mujer y una vara en la otra. 
La flagelación puede ser de naturaleza ritual. Escenas similares tenían en la época un propósito apotropaico, es decir, protector contra el mal. También se consideran como un medio para afirmar la vida en un claro contraste con el simbolismo de la muerte. Junto con los frescos de la Tumba de los Toros, estos frescos son ejemplos de la relativamente poco frecuente representación de escenas sexuales explícitas en el arte etrusco.